# Narhvalen-klassen (ubåd)
 For alternative betydninger, se Narhvalen-klassen. (Se også artikler, som begynder med Narhvalen-klassen)
Narhvalen-klassen var en dansk ubåds-klasse brugt af Søværnet i Danmark.
Klassen blev udviklet og brugt af Deutsche Marine, hvor den var benævnt Type 205. Danmark købte efterfølgende to ubåde, Narhvalen og Nordkaperen, som blev bygget på licens på Orlogsværftet i København. De 11 tyske ubåde blev alle bygget i Kiel.
Narhvalen (S 320) Gennemførte i november - december 1971 en 41 dage land neddykket tur bl.a. rundt om Færøerne, hvilket dengang var den længste tur neddykket, en dansk undervandsbåd havde gennemført.
| Pennant | Navn        | Kølen lagt       | Søsat              | Indgået           | Navngivet af | Udfaset          | Kaldesignal |
| ------- | ----------- | ---------------- | ------------------ | ----------------- | ------------ | ---------------- | ----------- |
| S320    | Narhvalen   | 16. februar 1965 | 10. september 1968 | 27. februar 1970  | -            | 16. oktober 2003 | OUCG        |
| S321    | Nordkaperen | 4. marts 1966    | 18. december 1969  | 22. december 1970 | -            | 2. februar 2004  | OUCH        |